# SPM Telecom
SPM Telecom (SPMT), ou SPM Ameris, est un opérateur de téléphonie mobile et un fournisseur d'accès à Internet français, filiale d'Orange. Créé le 30 septembre 1999, il couvre le territoire de la collectivité d'outre-mer de Saint-Pierre-et-Miquelon, en Amérique du Nord, en 2G et en 4G. Il dispose d'une boutique à Saint-Pierre et d'une seconde à Miquelon-Langlade. Son réseau Internet est issu d'un câble sous-marin entre Halifax (Nouvelle-Écosse) et Lamaline (Terre-Neuve-et-Labrador), puis de fréquences hertziennes jusqu'à un pylône situé au Cap-à-l'Aigle, sur l'île Saint-Pierre.
Il est détenu à 70 % par Orange, à travers sa filiale Orange Caraïbe, ainsi qu'à 30 % par le groupe Landry.

## Histoire
Le 23 juin 1982, les premières liaisons téléphoniques automatiques sont établies entre Saint-Pierre et la métropole, ainsi que plusieurs pays d'Europe. 

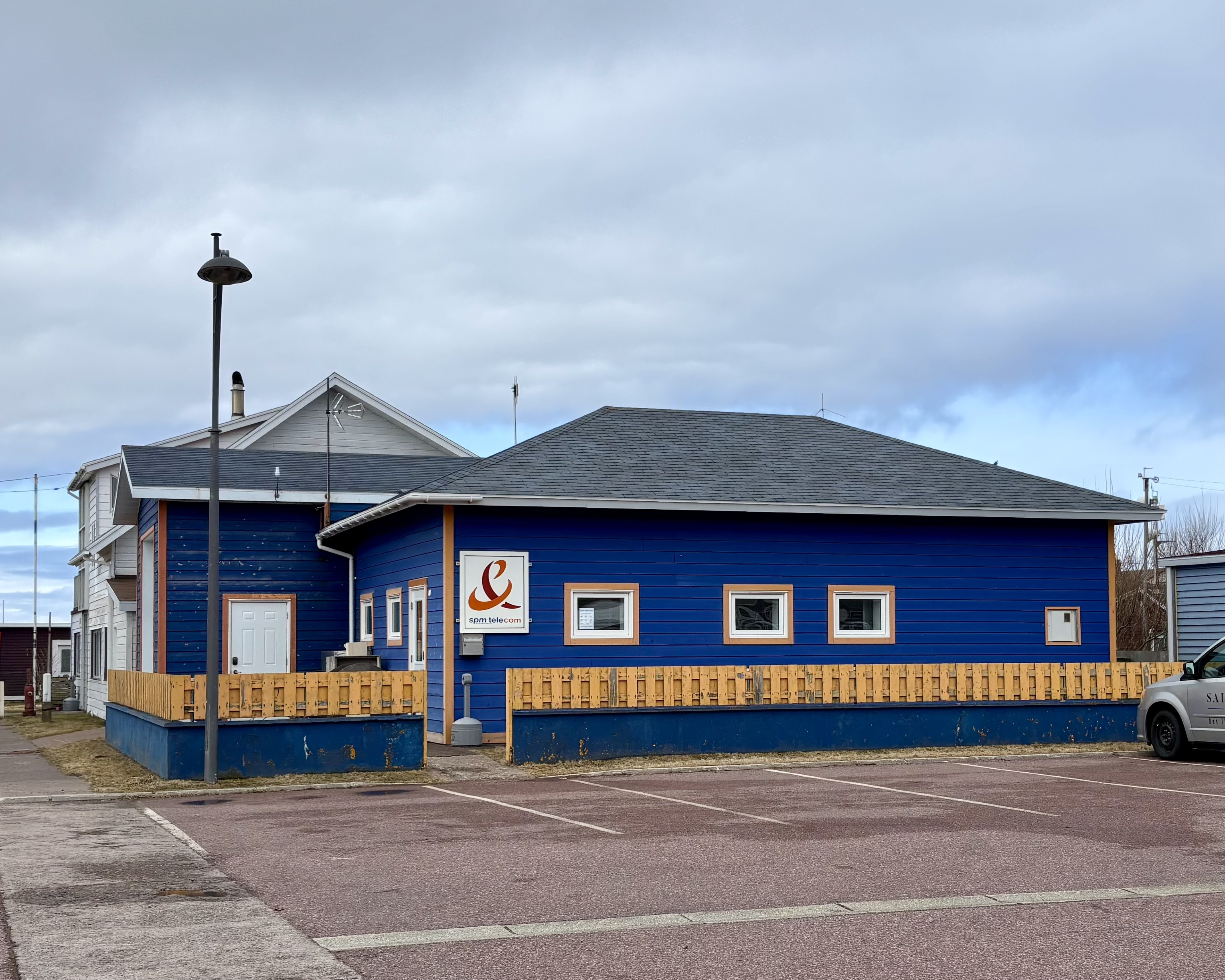
Agence SPM Telecom de Miquelon-Langlade, en mars 2025.

En 2002, France Télécom, via sa filiale locale SPM Telecom, lance le portail « cheznoo.net », rassemblant les événements locaux, les petites annonces ou encore des webcams en direct de l'archipel. Il deviendra au fil des années un site Internet emblématique de Saint-Pierre-et-Miquelon. Cette année-là, SPM Telecom comptait plus de 2 200 abonnés à ses offres de téléphonie mobile, tandis que son concurrent canadien NewTel, devenu Bell Aliant, n'en comptait qu'une centaine. 
En mars 2012, SPM Telecom dépose la marque « Cheznoo », commercialisant ses offres d'accès à Internet sous ce nom. En 2018, une nouvelle version du portail « cheznoo.net » est mise en service.
En octobre 2014, le groupe Orange et SPM Telecom perdent le monopole de la téléphonie mobile à Saint-Pierre-et-Miquelon avec l'arrivée du concurrent Globaltel.

### Identité visuelle

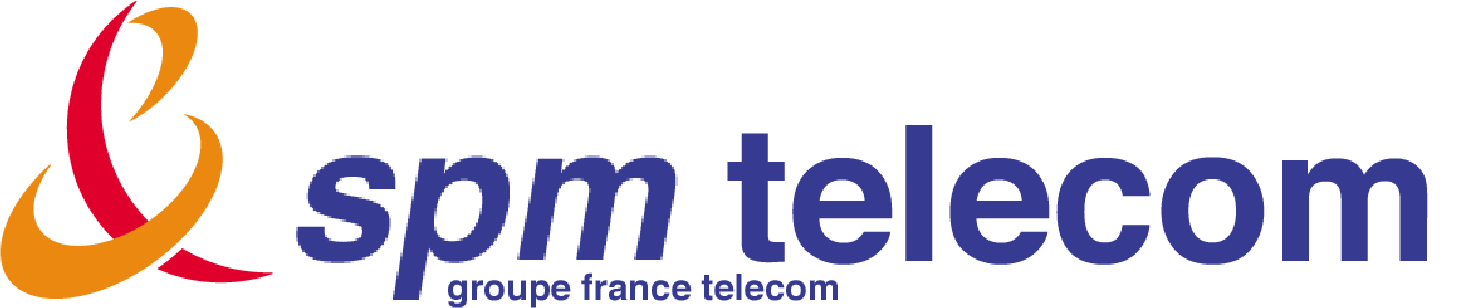
Logo de SPM Telecom jusqu'en 2006.
Logo actuel de SPM Telecom.

## Couverture mobile
SPM Telecom offre une couverture 2G et 4G et ne propose pas de 5G sur l'ensemble des territoires qu'il couvre. Selon le schéma directeur territorial d'aménagement numérique (SDTAM) publié en 2021, l'opérateur semble ne pas transmettre d'informations sur sa couverture du territoire en 2G et 4G à l'Arcep, à l'instar de son concurrent Globaltel.
|              | 2023       | 2023       | 2024       | 2024 |
| Superficie   | Population | Superficie | Population |      |
| ------------ | ---------- | ---------- | ---------- | ---- |
| Saint-Pierre | N/A        | N/A        | N/A        | N/A  |
| Miquelon     | N/A        | N/A        | N/A        | N/A  |